# Europa Nostra

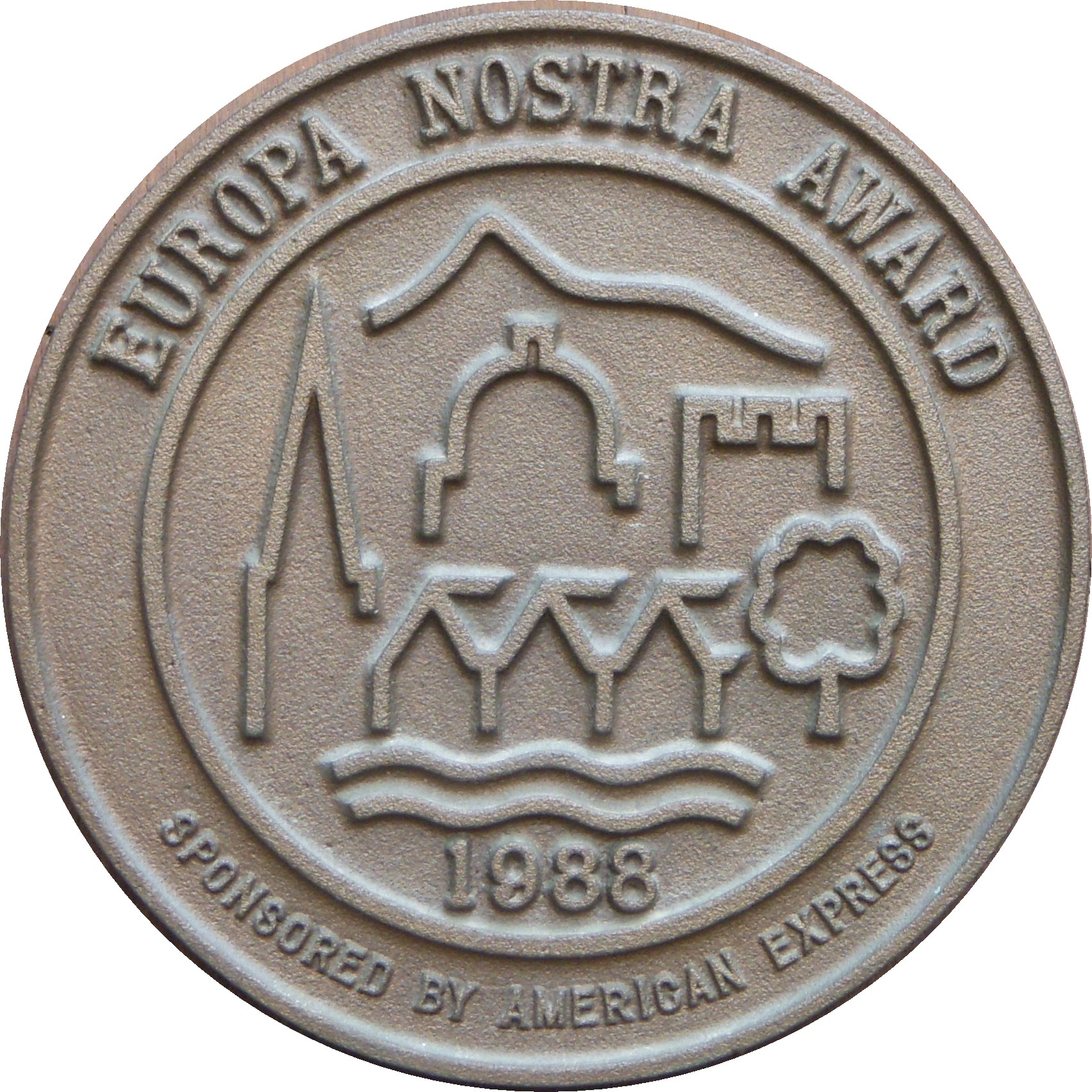

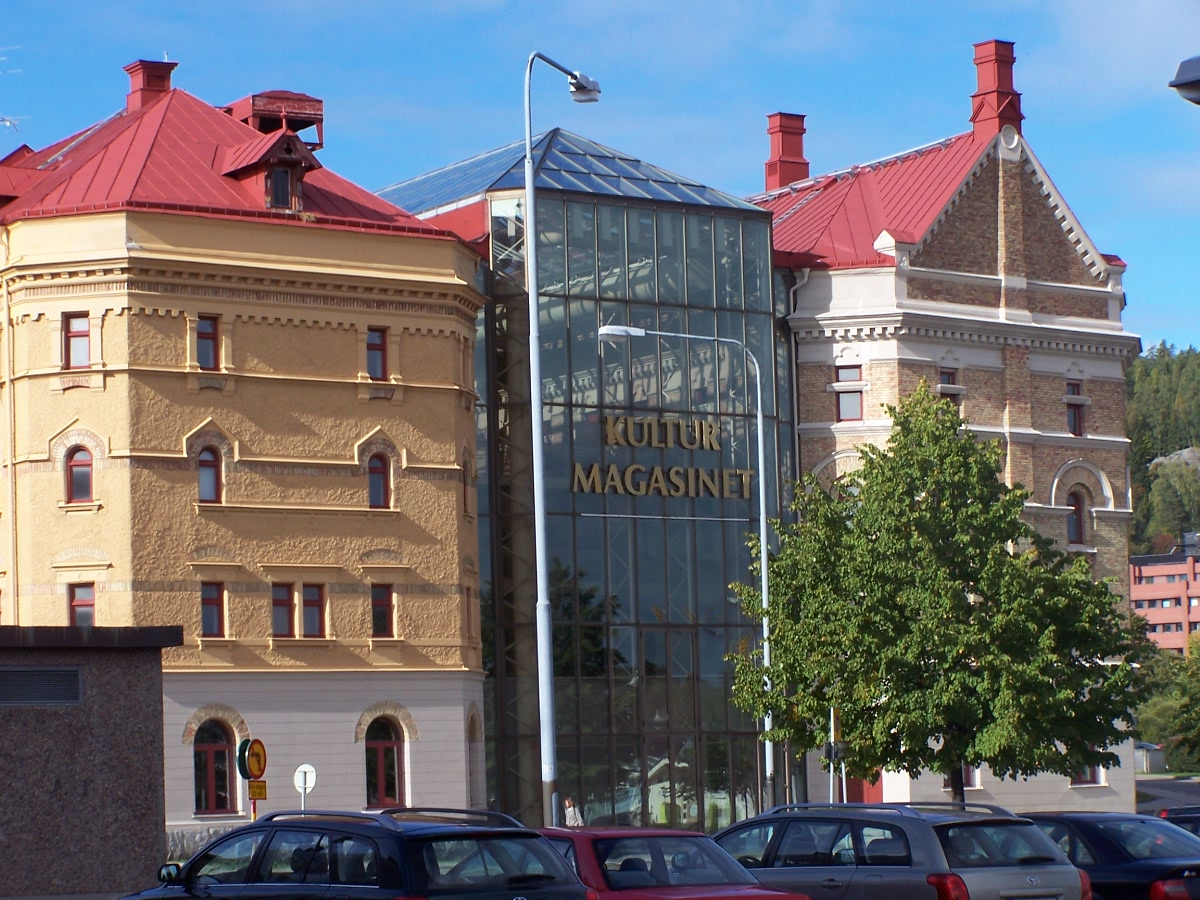
Kulturmagasinet, Sundsvall, pris 1987.

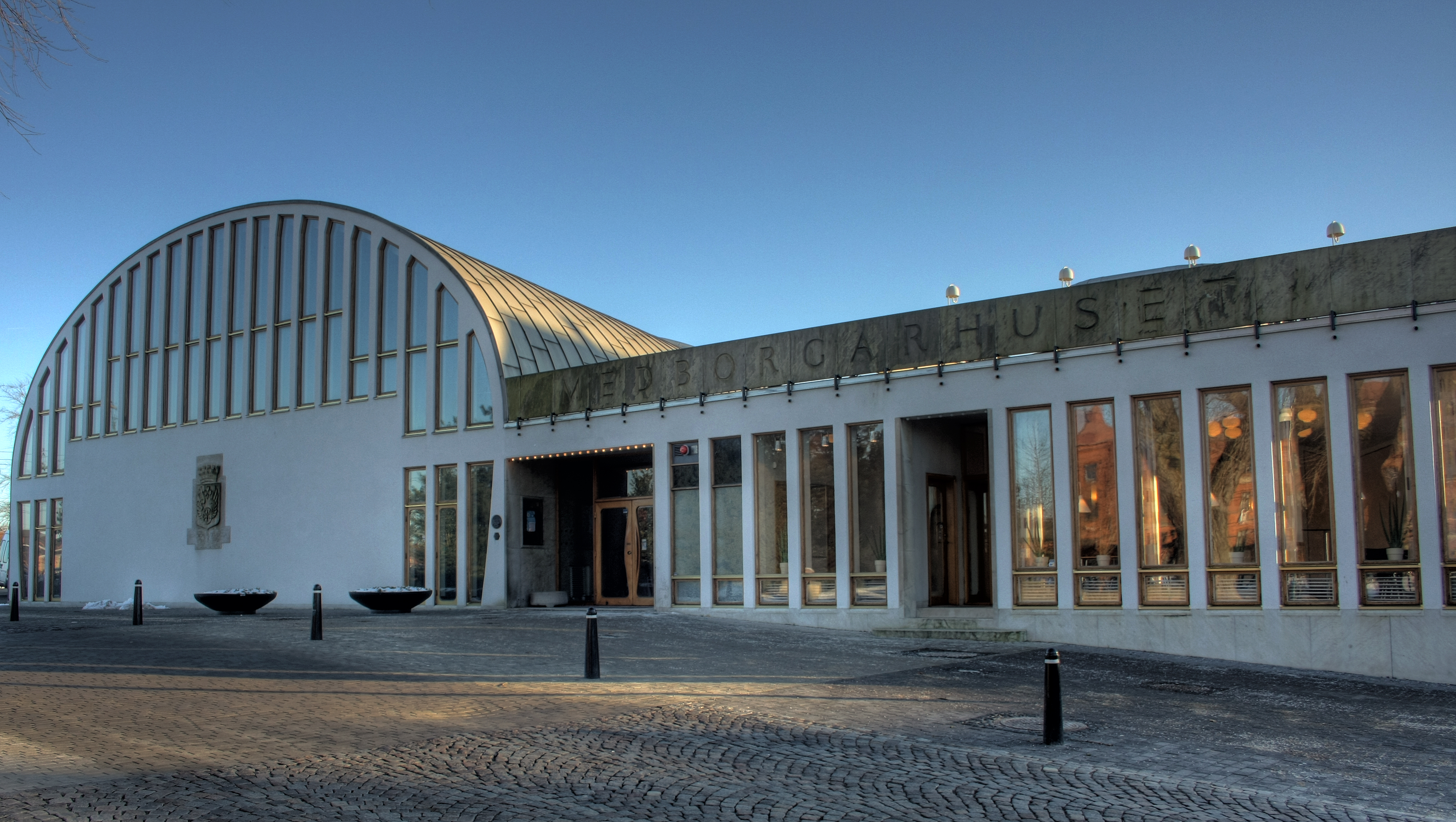
Medborgarhuset, Eslöv, diplom 2007.

Europa Nostra, som betyder "Vårt Europa", är en organisation som bildades 1963. Europa Nostra har sedan dess arbetat för att bevarandet av Europas gemensamma kulturarv.

## European Union Prize for Cultural Heritage
Europa Nostra Awards
2002 gjorde EU Europa Nostra Awards till hela EU:s kulturarvsutmärkelse, inom ramen för programmet Kultur 2000. Varje år belönas framstående kulturarvsinsatser i Europa inom följande kategorier:
1. Ett projekt inom området konservering/restaurering/rehabilitering av arkitektoniskt kulturarv, kulturlandskap, konstsamlingar och platser av arkeologiskt intresse
2. En studie som syftar till att skapa märkbara effekter i bevarandet eller förbättrandet av något av områdena i kategori 1.
3. Engagerat arbete inom kulturarvsområdet utfört av individer eller grupper

I dessa kategorier delas följande ut: pris, medalj och diplom.

## Svenska städer och byggnader som fått utmärkelsen Europa Nostra, i urval
- Skoklosters slott  Palace, Stockholm (diplom 1978 för renoveringsarbetet)
- Fersenska palatset i Stockholm (diplom 1979 för renoveringsarbetet)
- Kronobageriet i Stockholm för konvertering till museum (diplom 1980)
- Berwaldhallen (diplom för nybygge 1981)
- Drottningen 8 och 11 (diplom 1986), Södermalm för god stadsplanekonst.
- Kulturmagasinet, Sundsvall (pris 1987)
- Alingsås (diplom 1984)
- Kalmar (diplom 1986)
- Hjo (medalj 1990)
- Åkers styckebruks historiska bruksmiljö (diplom 1993)
- Nora (medalj 1993)
- Eksjö (diplom 1997)
- Nora (diplom 2002)
- Bellmanshuset, Djurgården (diplom 2004)
- Eslöv, Medborgarhuset (diplom 2007)
- Ingatorp, tiondebod (award 2019)
- Hovdala Slott, diplom 2003 för renoveringsarbete.